# Haegiela
Haegiela là một chi thực vật có hoa trong họ Cúc (Asteraceae).

## Loài
Chi Haegiela gồm các loài: